# All That Remains (album)
Pour les articles homonymes, voir All That Remains.
 (mai 2014).
Si vous disposez d'ouvrages ou d'articles de référence ou si vous connaissez des sites web de qualité traitant du thème abordé ici, merci de compléter l'article en donnant les références utiles à sa vérifiabilité et en les liant à la section « Notes et références ».
Albums de Fozzy
Happenstance
(2002) Chasing The Grail
(2010)
All That Remains est le troisième album du groupe de heavy metal emmené par Chris Jericho, Fozzy. Il s'agit du premier album de Fozzy dans lequel toutes les chansons sont originales, qui ont d'ailleurs toutes été écrites par le guitariste Rich Ward, ce qui lui permet de sortir de sa biographie virtuelle, qui est celle d'un groupe qui devient une référence au Japon, et qui, lorsqu'il revient aux États-Unis, s'aperçoit que toutes ses chansons ont été volées par les autres groupes extrêmement connus[réf. nécessaire]. De cette façon, les membres du groupe reprennent également leurs véritables noms, aux dépens des noms de scène qu'ils avaient jusqu'alors. Sur cet album, Fozzy invite également plusieurs musiciens à y participer :  Mark Tremonti (sur The Way I Am) et Myles Kennedy (sur Nameless Faceless) d'Alter Bridge, Zakk Wylde (sur Wanderlust), guitariste d'Ozzy Osbourne et de Black Label Society, le rappeur Bone Crusher (sur It's a Lie), ou Marty Friedman, le guitariste de Megadeth. Une version remasterisée, All That Remains Reloaded', sort en 2008, accompagnée du DVD Live in the UK.

## Écriture et enregistrement
Pour écrire et enregistrer, le groupe sait qu'il est complexe d'enregistrer un album entièrement original pour la première fois. Les membres de Fozzy décident donc de ne pas faire de "remplissage" dans leurs chansons, car chacune d'entre elles doit parfaitement sonner. Rich Ward, le guitariste, compose la musique et les mélodies, tandis que Chris Jericho écrit les paroles, parfois avec l'aide d'Ed Aborn. Ils enregistrent l'album aux Treesound Studios, à Atlanta, où est enregistré l'album Peachtree Road d'Elton John et utilisent la même table de mixage que celle de l'album Synchronicity de The Police. Alter Bridge est dans les studios en même temps que Fozzy pour enregistrer l'album One Day Remains. Jericho va dans le studio d'Alter Bridge et propose des apparitions à Mark Tremonti, pour un solo de guitare, et à Myles Kennedy pour des chœurs. Le producteur des deux groupes est ami avec Marty Friedman (guitariste de Megadeth) qui accepte de jouer un solo sur Born Of Anger. Zakk Wylde joue aussi un solo sur Wanderlust. À cause de conflits avec Megaforce Records et Palm Pictures, leurs labels précédents, ils choisissent de créer leur propre label, Ash Records, et de produire leur troisième opus sous ce label.

## Sortie et accueil
Sorti le 19 janvier 2005, All That Remains est un grand succès, tant sur le plan commercial que sur celui des critiques, en grande partie grâce au succès de leur single controversé, Enemy. All That Remains est vendu à plus de 100 000 exemplaires et est couvert par beaucoup de magazines de rock. Enemy et Nameless Faceless sont les deux grands succès de l'album ; Enemy est joué sur plus de 80 stations de radio aux États-Unis et est utilisée pour le Pay-Per-View de la WWE No Way Out 2005 ; Nameless Faceless se hisse à la 4e place des charts de XM Radio[réf. nécessaire].

## Tournée
Grâce au succès de l'album, Fozzy part en tournée de février 2005 à février 2006, en Angleterre, au Canada, en Allemagne, en Australie et en Amérique. Le groupe joue trois soirs sold-out[réf. nécessaire] à l'Astoria (une des scènes les plus prestigieuses de Londres, où des groupes comme Metallica ou les Beatles ont joué) et participe à l'édition 2005 du Download Festival, à Donington Park, devant 20 000[réf. nécessaire] personnes et donnent une interview au magazine Kerrang!, qui titre « The Surprise Hit Of The Day » (littéralement « La réussite surprise du jour »). Le passage en Angleterre est immortalisé par le DVD joint à la réédition de All That Remains, All That Remains Reloaded: Live in the UK.

## Liste des titres
Toutes les chansons sont écrites par Rich Ward.
1. Nameless Faceless - 3:28 (avec Myles Kennedy)
2. Enemy - 4:28
3. Wanderlust - 4:13 (avec Zakk Wylde)
4. All that Remains - 4:33
5. The Test - 3:06
6. It's a Lie - 4:26 (avec Bone Crusher)
7. Daze of the Weak - 4:18
8. The Way I Am - 4:10 (avec Mark Tremonti)
9. Lazarus - 4:01
10. Born of Anger - 4:42 (avec Marty Friedman)

## Composition du groupe
- Chris Jericho - Chant
- Rich Ward - Guitare soliste et chœurs
- Mike Martin - Guitare rythmique
- Sean Delson - Guitare basse
- Frank Fontsere - Percussions